# Telmatoscopus oxypages
Telmatoscopus oxypages és una espècie d'insecte dípter pertanyent a la família dels psicòdids que es troba a Madagascar.